# Prawa Cassiniego
Prawa Cassiniego to trzy prawa dotyczące ruchu orbitalnego Księżyca.
1. Księżyc obraca się wokół własnej osi ze stałą prędkością kątową. Czas obiegu Księżyca wokół Ziemi jest dokładnie równy czasowi jego obrotu wokół własnej osi (kierunek wirowania jest zgodnym z kierunkiem obiegu wokół Ziemi). W praktyce skutkuje to tym, że Księżyc zwrócony jest stale tą samą stroną w kierunku Ziemi.
2. Nachylenie płaszczyzny równika księżycowego do płaszczyzny ekliptyki jest stałe.
3. Oś ruchu obiegowego, oś obrotu Księżyca oraz oś ekliptyki leżą w jednej płaszczyźnie – węzeł wstępujący równika Księżyca odpowiada węzłowi zstępującemu jego orbity w stosunku do ekliptyki.

Prawa te sformułował astronom francuski (pochodzenia włoskiego) Giovanni Cassini.